# Президент (дерево)
Президент (англ. President) — секвойядендрон гигантский, стоящий в Гигантском лесу, национальный парк Секвойя, штат Калифорния, США.
«Президент» — третья по объёму секвойя в мире (согласно сообщению 2012 года в журнале National Geographic, объём «Президента» в настоящее время превышает объём «Генерала Гранта» на 15 %, что делает его вторым по объёму деревом в мире). Однако, поскольку точное измерение объёма живого дерева весьма непростая задача, к тому же измерять объём можно разными способами (учитывать все ветви или только крупные, учитывать подземную корневую часть или нет и т. д.), то на официальном сайте национального парка до сих пор указано, что «Президент» — третья крупнейшая секвойя в мире. Возраст дерева оценивается в 3240 лет, что делает его самой старой из живых секвой на планете.
Дерево получило своё название в честь 29-го Президента США Уоррена Гардинга в год его смерти в 1923 году.
Рядом с «Президентом» растут две секвойи среднего размера, которых зовут «Группа Конгресса»: они олицетворяют собой «Палату» и «Сенат».
Основные параметры (исследование декабря 2012 года)
- Объём — 1278,4 м³ (ствол)[4] плюс 254,9 м³ (ветви)
- Высота — 73,4 метра[4]
- Диаметр ствола на высоте 1,5 метра над землёй — 7,1 метров
- Диаметр ствола на высоте 18 метров над землёй — 5,2 метров
- Диаметр ствола на высоте 55 метров над землёй — 3,55 метра
- Длина окружности ствола на уровне земли — 28,3 метров[4]
- Диаметр основания крупнейшей ветви — 2,43 метра
- Высота первой крупной ветви над землёй — 37,1 метров
- Количество листьев — около двух миллиардов[5]